# Luftvägsstopp
Luftvägsstopp är när andningen hindras genom mat eller ett föremål. Om det fortsätter, kan det leda till kvävning. Problemet kan förorsakas av ett främmande föremål i luftvägarna, där luftvägarna helt eller delvis stängs. Vardagliga ord som relaterar till det här fenomenet är att sätta i halsen eller storkna.

## Orsaker och motmedel
Luftvägsstopp kan förorsakas av mat (man "sätter i halsen") eller olika föremål. Mat som kan anpassa sin form efter luftstrupen är farligare, vilket inkluderar bananer, marshmallows eller gelégodis. Vissa former av oralsex (bland annat irrumatio) kan leda till luftvägsstopp, och igångsättande av kräkreflexen (engelska: gagging) kopplas ibland samman med maktlekar inom pornografi och samlag i stort. Kräkreflexen förhindrar normalt att främmande föremål stoppar en persons fria andning.
När syretillförseln till lungorna förhindras, leder det så småningom till syrebrist. Det kan vara ett livshotande tillstånd som kan leda till döden genom kvävning. Syret som är lagrat i blod och lungor kan hålla en person vid liv i flera minuter, efter att andningen upphör, men till slut dör individen.
Andningen kan återställas genom att personen hostar upp föremålet. Olika typer av första hjälpen-insatser (inklusive Heimlichmanövern) kan annars stoppa luftvägsstoppet och återställa fri andning.

## Förekomst
Luftvägsstopp kan förorsakas av mat som hamnar i luftstrupen ("vrångstrupen") eller av annat föremål. Över 4000 relaterade dödsfall sker varje år i USA, och luftvägsstopp är den fjärde vanligaste orsaken till dödsolyckor i landet. Många av dessa incidenter är kortvariga, lindriga eller löses snabbt, vilket inte kräver medicinsk vård. I USA inträffar 4 av 5 sådana incidenter hos barn under 15 års ålder.
2014 dog 72 personer i Finland, efter att ett föremål fastnat i luftstrupen, och ytterligare 44 personer dog av mat som hamnat i luftstrupen; fler kvinnor än män dör av mat i luftstrupen i Finland.
Dödsfall genom luftvägsstopp som leder till kvävning sker oftast hos barn under två års ålder, och hos personer över 75 års ålder. I Finland dog 2014 ingen person under 19 års ålder på grund av mat i luftstrupen, även om det är vanligare att mat fastnar i luftstrupen hos barn.

## Andra orsaker till syrebrist
Luftvägsstopp är en form av orsak till syrebrist. Andra orsaker kan skapas genom yttre påverkan, exempelvis via struptag och vissa typer av strypsex. Sömnapné är andningsuppehåll som drabbar en del snarkare och kan ge försämrad sömnkvalitet.